# Goupillières, Eure
 Goupillières  là một xã thuộc tỉnh Eure trong vùng Normandie miền bắc nước Pháp.